# Edmund von Baerensprung
Friedrich Wilhelm Edmund von Baerensprung (* 2. Dezember 1816 in Berlin; † 9. Dezember 1868 ebenda) war ein preußischer Landrat.

## Leben
Seine Eltern waren der Berliner Oberbürgermeisters Friedrich von Bärensprung (1779–1841) und dessen Frau Friederike Magdalene, geborene von Hagemann (1795–1872). Der Dermatologe Friedrich Wilhelm Felix von Bärensprung war sein Bruder.
Baerensprung studierte Jura und kam 1840 als Referendar in der Provinz Posen. Von 1842 bis 1843 war er Verwalter des Landratsamtes Schrimm, 1845 dann des Landratsamtes Kosten. Während des polnischen Aufstand in Posen wurde er 1848 vor dem Gefecht bei Miloslaw als Parlamentär zu General Mieroslawki geschickt. Kurz festgenommen wurde er bald wieder von den Aufständischen entlassen.
Er amtierte 1848/1851 als Landrat im Kreis Wreschen in der Provinz Posen und wurde 1851 zum Polizeidirektor, dann zum Polizeipräsidenten der Stadt Posen ernannt. 1861 wurde er zur Disposition gestellt. Er starb unverheiratet 1868.
Von 1852 bis 1855 war er zudem Abgeordneter im Preußischen Abgeordnetenhaus.